# Pandémie de Covid-19 au Koweït
La pandémie de Covid-19 au Koweït démarre officiellement le 24 février 2020. À la date du 31 octobre 2022, le bilan est de 2 568 morts.

## Chronologie
Les trois premiers cas dans le pays sont confirmés par le ministère de la Santé le 24 février 2020, tous de retour d'Iran : il s'agit d'un homme koweïtien de 53 ans, d'un saoudien de 61 ans et d'un jeune homme apatride. Deux autres cas sont annoncés plus tard dans la journée : il s'agit de deux femmes revenues par avion de Machhad en Iran.

## Statistiques

Nombre de cas au Koweït depuis le début de l'épidémie.

Nombre de morts au Koweït depuis le début de l'épidémie.